# Karl Link
Karl Link (Herrenberg, 27 juli 1942) was een Duits wielrenner.
Link won tijdens de Olympische Zomerspelen 1964 samen met zijn ploeggenoten de gouden medaille op de ploegenachtervolging en in hetzelfde jaar de wereldtitel. Vier jaar later won Link met zijn ploeggenoten olympisch zilver.

## Resultaten
| Jaar | WK                   | Olympische Zomerspelen |
| ---- | -------------------- | ---------------------- |
| 1964 | ploegenachtervolging | ploegenachtervolging   |
| 1966 | ploegenachtervolging |                        |
| 1967 | ploegenachtervolging |                        |
| 1968 |                      | ploegenachtervolging   |

1908: Jones, Kingsbury, Meredith, Payne ·
1920: Magnani, Carli, Ferrario, Giorgetti ·
1924: De Martini, Dinale, Menegazzi, Zucchetti ·
1928: Facciani, Gaioni, Lusiani, Tasselli ·
1932: Pedretti, Borsari, Cimatti, Ghilardi ·
1936: Nizerhy, Charpentier, Goujon, Lapébie ·
1948: Decanali, Adam, Blusson, Coste ·
1952: Morettini, Campana, de Rossi, Messina ·
1956: Gasparella, Domenicali, Faggin, Gandini ·
1960: Vigna, Arienti, Testa, Vallotto ·
1964: Streng, Claesges, Henrichs, Link ·
1968: Lyngemark, Olsen, Asmussen, Jensen ·
1972: Schumacher, Colombo, Haritz, Hempel ·
1976: Vonhof, Braun, Lutz, Schumacher ·
1980: Manakov, Movtsjan, Ossokin, Petrakov ·
1984: Grenda, Turtur, Nichols, Woods ·
1988: Jekimov, Kasputis, Neljoebin, Oemaras ·
1992: Fulst, Glöckner, Lehmann, Steinweg ·
1996: Capelle, Ermenault, Monin, Moreau ·
2000: Fulst, Bartko, Becke, Lehmann ·
2004: Brown, McGee, Lancaster, Roberts ·
2008: Clancy, Manning, Thomas, Wiggins · 
2012: Burke, Clancy, Kennaugh, Thomas · 
2016: Burke, Clancy, Doull, Wiggins · 
2020: Consonni, Ganna, Lamon, Milan · 
2024:  Bleddyn, Welsford, Leahy, O'Brien
- Gemeinsame Normdatei: 140217304
- Virtual International Authority File: 103758325
- WorldCat: E39PBJmhTmCdXMgDWXxqpVMHG3